# Шугозеро
Шуго́зеро — озеро в Тихвинском районе Ленинградской области. Озеро имеет округлую форму, вытянутую с запада на восток. Длина озера составляет около 4,1 км, средняя ширина — 1,7 км. Единственная вытекающая из озера река Шуйга соединяет Шугозеро с Пашой.
Озеро лежит в глубокой котловине и окружено холмистыми берегами. Северный и южный берега отвесные, круто обрывающиеся к воде, западный и восточный — ниже.

## Близлежащие населённые пункты
- Ульяница
- Кузьминка
- Ивановское
- Бурмакино
- Сельцо
- Мошково
- Шугозеро
- Нюрево
- Равдино
- Шуйга
- Погорелец
- Мишуково
- Поречье
- Кошкино
- Макарьино